# Władysław Bracki
 Władysław Jan Bracki (ur. 28 maja 1892 w Poznaniu, zm. 29 maja 1970 w Warszawie) – polski aktor teatralny i filmowy, reżyser teatralny, dyrektor teatrów.

## Życiorys
Ukończył gimnazjum w Poznaniu, będąc członkiem młodzieżowego towarzystwa samokształceniowego "Iskra". Był również współorganizatorem harcerstwa polskiego w Poznaniu. Jako stypendysta Towarzystwa im. Karola Marcinkowskiego wyjechał do Berlina, gdzie studiował architekturę wnętrz. Tam też uczęszczał jako wolny słuchacz do szkoły dramatycznej Maxa Reinhardta w Deutsches Theater. Na poznańskiej scenie teatralnej debiutował w 1911 lub 1913 roku. Wiosną 1913 roku grał w Berlinie na scenie Central Theater z zespołem teatralnym Jana Langego. W latach 1913–1918 był członkiem zespołu Teatru Polski w Poznaniu (z przerwą na służbę w armii niemieckiej podczas I wojny światowej). W latach 1918–1919 brał udział w powstaniu wielkopolskim, organizując wraz z żoną, Lucjaną Bracką, objazdowy zespół teatralny wystawiający w Wielkopolsce i na Pomorzu przestawienia propagandowe. Następnie przeniósł się do Krakowa, gdzie w latach 1919-1921 i 1922-1924 występował w Teatrze im. Juliusza Słowackiego. Kolejne lata spędził w Warszawie (Teatr Polski, 1924-1925), Krakowie (Teatr im. Słowackiego, 1925-1926), by powrócić do Poznania, gdzie w latach 1926-1931 był członkiem zespołu Teatru Polskiego. Następne dwa lata spędził jako dyrektor objazdowego zespołu Teatru Poznańskiego, z którym występował w miastach Wielkopolski i Polski północnej. Sezon 1933/1934 spędził w poznańskim Teatrze Nowym, by następnie przenieść się do Torunia. Tam objął kierownictwo artystyczne, a następnie dyrekcję Teatru Narodowego, przemianowanego następnie na Teatr Ziemi Pomorskiej. Z zespołem teatru odbywał objazdy po Pomorzu, występując m.in. w Trójmieście.
Lata II wojny światowej spędził z rodziną w Warszawie, pracując jako dozorca w biurze budowlanym. Prowadził też tajne komplety, przez co od 1943 roku musiał się ukrywać m.in. w Świdrze. Po zakończeniu walk, w kwietniu 1945 roku powrócił do Torunia, gdzie reaktywował tamtejszy teatr, zostając jego pierwszym powojennym dyrektorem (do grudnia 1945 roku). W 1946 roku grał i reżyserował we Wrocławiu, a następnie przeniósł się do Warszawy, gdzie występował na scenach Teatrów: Polskiego (1946-1949), Narodowego (1949-1964) oraz Współczesnego (1955-1957). Z początkiem 1965 roku przeszedł na emeryturę. Był członkiem zasłużonym SPATiF-ZASP.
Oprócz pracy scenicznej, zajmował się teatrem radiowym. W latach 30. XX wieku współpracował w tworzeniu słuchowisk radiowych z rozgłośniami Polskiego Radia w Poznaniu i Toruniu. W latach 1948–1979 wystąpił w pięciu audycjach Teatru Polskiego Radia.
Był dwukrotnie żonaty: z aktorką Lucjaną Bracką (ślub w 1918 roku), a następnie ze Stefanią Szymańską. Został pochowany na Cmentarzu Powązkowskim w Warszawie (kwatera 278-4-5).

## Filmografia
- Cyganka Aza (1926) – cygan Tumry
- Podhale w ogniu (1955)